# Aurel Krause

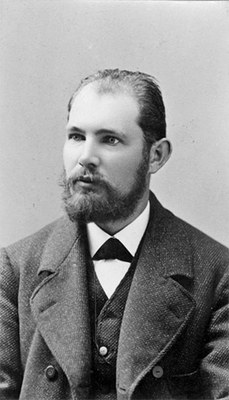
Aurel Krause (1881)

Karl Robert Aurel(ius) Krause (* 30. Dezember 1848 in Polnisch Konopath bei Schwetz, Westpreußen; † 14. März 1908 in Groß-Lichterfelde, heute Berlin) war ein deutscher Naturforscher und Ethnologe.

## Leben
Aurel Krause wurde 1848 auf dem Gutshof seines Vaters August Krause in Polnisch Konopath in Westpreußen geboren. Er hatte mehrere Brüder und Schwestern. Der ältere Bruder Albert (1841–1913) wanderte in die USA aus, nahm am Sezessionskrieg teil und wurde Ende der 1880er Jahre City Engineer von Buffalo. In dieser Funktion führte er die erste Vermessung der Niagara-Fälle durch. Besonders enge Beziehungen hatte Aurel aber zu seinem jüngeren Bruder Arthur. Beide besuchten das Gymnasium in Bromberg bis zum Abitur. Aurel absolvierte ein praktisches Jahr bei einem Baumeister in Bromberg, bevor er im Herbst 1869 ein Studium der Architektur an der Berliner Bauakademie begann, das er allerdings schon im Frühjahr 1870 aufgab, um gemeinsam mit Arthur die Naturwissenschaften an der Friedrich-Wilhelms-Universität in Berlin zu studieren. Bei Ausbruch des Deutsch-Französischen Kriegs meldete er sich als Soldat. Nach Abschluss seiner 1871 wieder aufgenommenen Studien wurde er Lehrer an der Luisenstädtischen Gewerbeschule und promovierte 1877 in Berlin zum Dr. phil. Aurel unterrichtete Mineralogie, Botanik und Zoologie, aber auch Chemie, Mathematik, Physik und Französisch. Wissenschaftlich beschäftigte er sich zunächst mit den Fossilien des norddeutschen Beyrichienkalks. Er verfasste mehrere Abhandlungen über fossile Ostrakoden. In den Schulferien unternahmen die Brüder ausgedehnte Reisen, unter anderem nach Italien, Dalmatien, Schweden und Norwegen.
1881 wurden Aurel und Arthur Krause von der Geographischen Gesellschaft in Bremen mit der Durchführung einer natur- und völkerkundlichen Expedition zur Beringstraße beauftragt. Vermittelt hatte Gustav Nachtigall, der Vorsitzende der Gesellschaft für Erdkunde zu Berlin. Sie traten die Reise am 15. April 1881 an und erreichten über Bremerhaven, New York und San Francisco am 6. August die Sankt-Lorenz-Bucht. In den folgenden acht Wochen erforschten sie die Küsten und küstennahen Gebiete der Tschuktschenhalbinsel zwischen Uelen am Kap Deschnjow und der Prowidenija-Bucht im Süden. Das Ergebnis war eine Fülle natur- und völkerkundlicher Beobachtungen, belegt durch zahlreiche Sammlungsstücke.

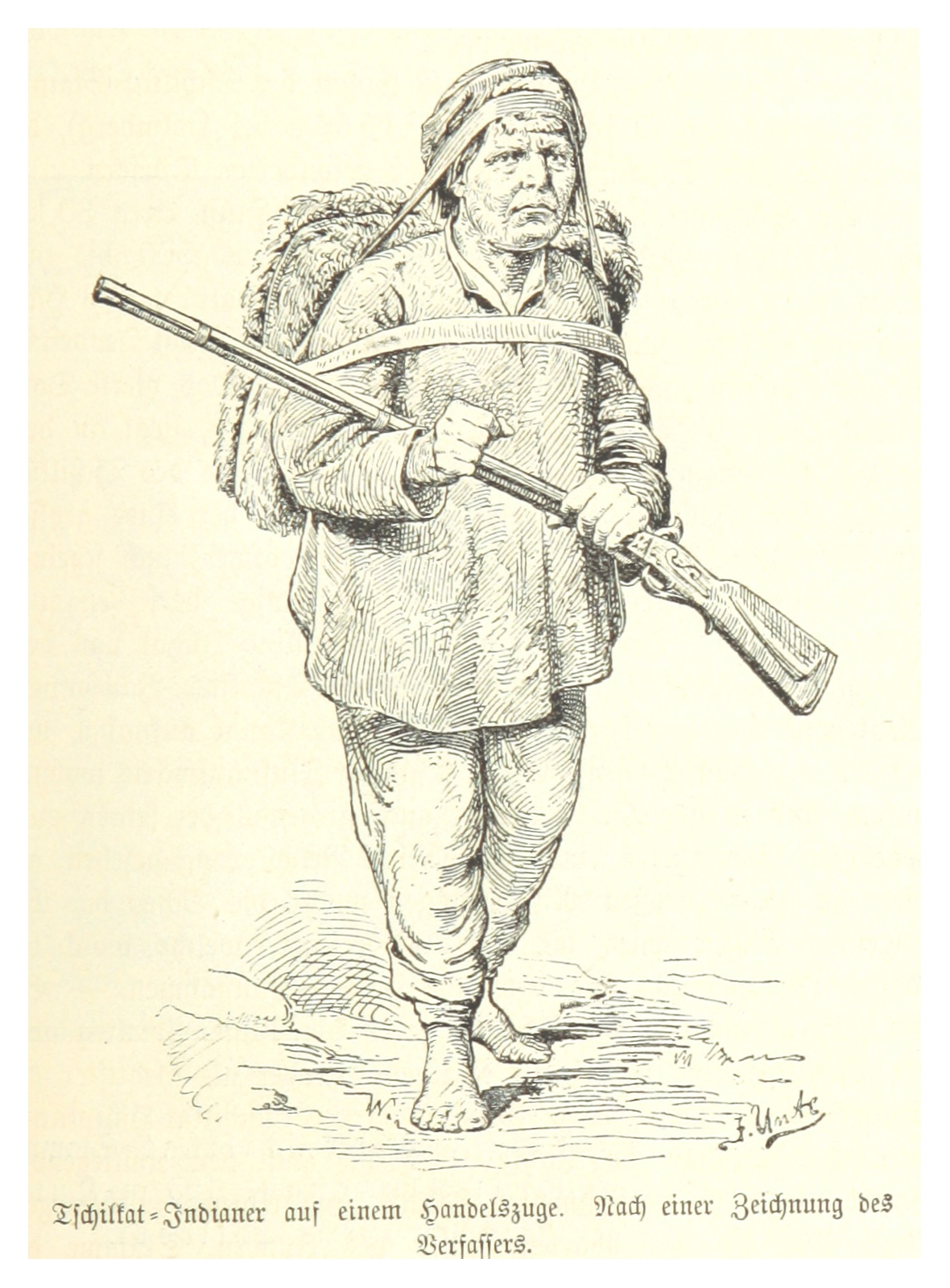
Tschilkat-Indianer (Illustration nach einer Zeichnung Krauses aus Die Tlinkit-Indianer)

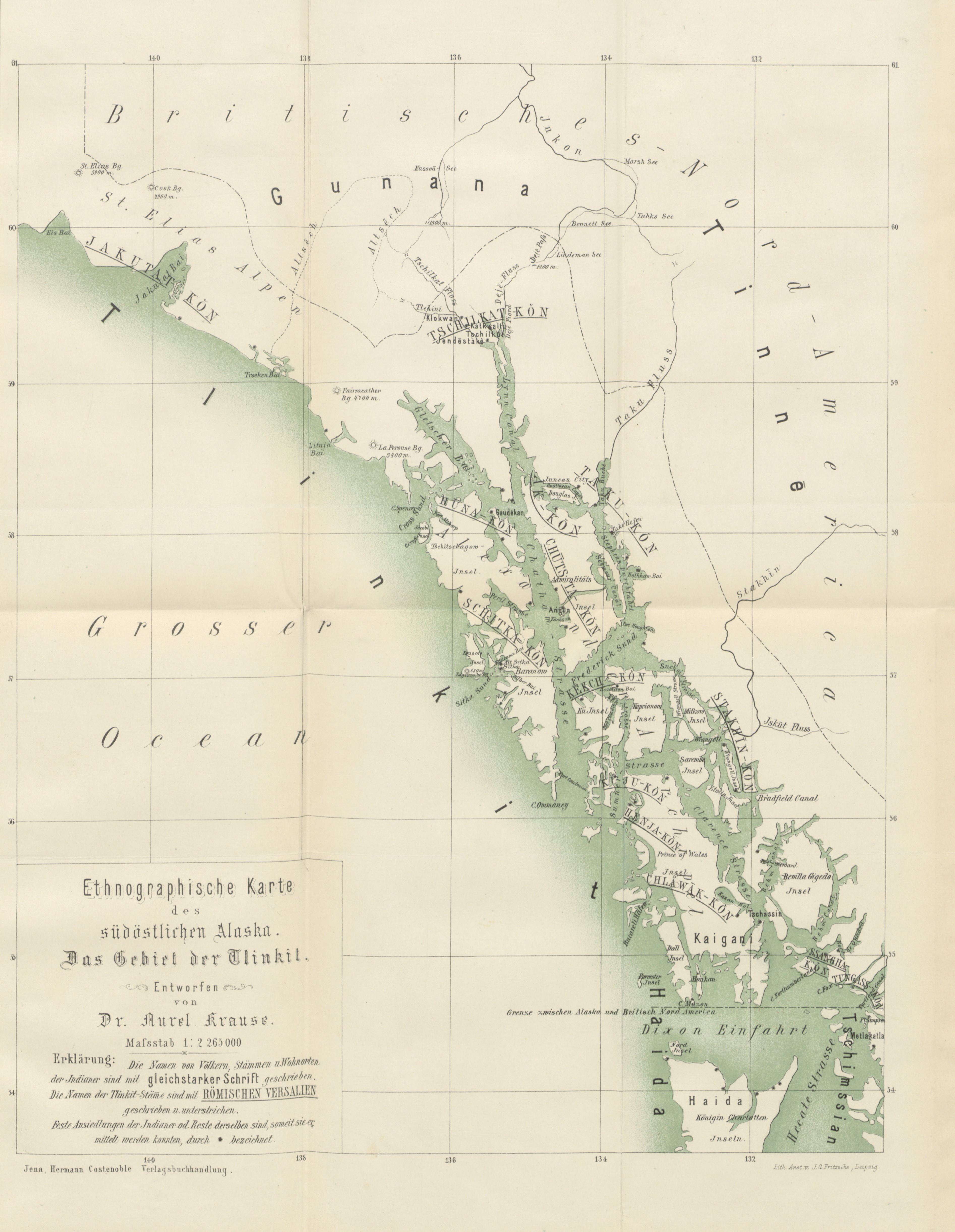
Ethnographische Karte des Gebiets der Tlingit

Von Oktober bis Dezember 1881 reisten die Brüder Krause über San Francisco zum Chilkoot River am nördlichen Ende des Lynn-Kanals in Alaska. Aurel Krause blieb bis zum April 1882 in Alaska und beschäftigte sich hauptsächlich mit ethnologischer Feldforschung, auch wenn er weiterhin naturkundliche und geographische Beobachtungen machte. In seinem 1885 erschienenen grundlegenden Werk Die Tlinkit-Indianer beschrieb er erstmals umfassend Sitten und Gebräuche, Religion und Sprache des Indianervolks der Tlingit.
Das von der Reise mitgebrachte Herbar der Brüder Krause wurde vom Botaniker Fritz Kurtz wissenschaftlich bearbeitet, die Moose von Karl Johann August Müller, die Lebermoose von Franz Stephani (1842–1927). Ein Teil ihrer völkerkundlichen Sammlungsstücke ist heute im Bremer Überseemuseum ausgestellt. Von den Brüdern Krause in der Sankt-Lorenz-Bucht geborgene Fossilien aus dem Quartär sind Bestandteil der geowissenschaftlichen Sammlung der Universität Bremen.
1888 war Aurel Krause Redakteur der Naturwissenschaftlichen Wochenschrift. Er bereiste auch Sizilien und 1893 die Kanarischen Inseln.
Der höchste Gipfel der Takhinsha Mountains in Alaska, der 2127 m hohe Mount Krause ist nach den Brüdern Krause benannt, ebenso die dortigen Gletscher Arthur Glacier und Aurel Glacier.

## Schriften (Auswahl)
- Die Fauna der sogenannten Beyrichien- oder Chonetenkalke des norddeutschen Diluviums. In: Zeitschrift der Deutschen Geologischen Gesellschaft. Band 29, Nr. 1, 1877, S. 1–49.
- mit Arthur Krause: Die Expedition der Bremer geographischen Gesellschaft nach der Tschuktschen-Halbinsel und Alaska. In: Deutsche Geographische Blätter. Band 5, 1882, S. 1–35, 111–153, 177–223, 308–325 (Digitalisat).
- Das Chilcat-Gebiet in Alaska. In: Zeitschrift der Gesellschaft für Erdkunde zu Berlin. Band 18, 1883, S. 344–368.
- Die Bevölkerungsverhältnisse der Tschuktschen-Halbinsel. In: Deutsche Geographische Blätter. Band 6, Nr. 3, 1883, S. 248–278 (Digitalisat).
- Die Tlinkit-Indianer. Costenoble, Jena 1885 (Digitalisat), (Digitalisat).
- Über Beyrichien und verwandte Ostracoden in untersilurischen Geschieben. In: Zeitschrift der Deutschen geologischen Gesellschaft. Band 41, 1889, S. 1–26.
- Tenerife. Reiseskizzen aus dem Jahre 1893. In: Deutsche Geographische Blätter. Band 17, 1894, S. 1–43 (Digitalisat).
- mit Arthur Krause: Zur Tschuktschen-Halbinsel und zu den Tlinkit-Indianern 1881/82. Reisetagebücher und Briefe von Aurel und Arthur Krause. Beiträge zur Kulturanthropologie, Reimer, 1984. ISBN 3-496-00756-7.